# Смолино (Кемеровская область)
Смолино — деревня в Кемеровском районе Кемеровской области в составе Берегового сельского поселения.

## География
Находится на левом берегу реки Томь, в 25 километрах южнее Кемерово, высота над уровнем моря 150 м. Ближайшие населённые пункты — деревни Береговая в 2,5 км к юго-западу и на другом берегу Томи — Ляпки в 1,4 км на восток и Старочервово в 1,3 км юго-восточнее. В Смолино 16 улиц и 2 переулка.

## Транспорт
Общественный транспорт представлен автобусным маршрутом:
- №116: д/п Вокзал — д. Смолино — д. Береговая